# Ho West District
Koordinaten: 6° 47′ N, 0° 27′ O
Der Ho West District ist ein Distrikt innerhalb der Volta Region im Osten Ghanas mit einer Gesamtfläche von 1016 Quadratkilometern. Der Distrikt hatte im Jahr 2021 82.886 Einwohner.

## Geographie
Der Ho West District grenzt im Norden und Nordwesten an den Afadzato South District, im Westen an den South Dayi District und an den Asuogyaman District der Eastern Region. Im Süden grenzt der North Tongu District, im äußersten Südosten der Central Tongu District an Ho West. Östlich begrenzen von Süd nach Nord die Distrikte  Adaklu und Ho Municipal sowie der Nachbarstaat Togo den Distrikt. Die höchste Erhebung ist der Mount Gemi mit einer Höhe von 758 m. Die Nationalstraße 5 führt im Süden durch den Distrikt.